# ادیگار جونیو
ادیگار جونیو (انگلیسی: Edigar Junio؛ زادهٔ ۶ مهٔ ۱۹۹۱) بازیکن فوتبال اهل برزیل است.
از باشگاه‌هایی که در آن بازی کرده‌است می‌توان به باشگاه فوتبال اتلتیکو پارانائنزه اشاره کرد.